# 张春森
张春森（1907年—1991年），中国人民解放军将领、中国人民解放军开国少将。
曾任安徽军区政治部副主任。1955年，授予中国人民解放军少将。